# Anthrax rhodesiensis
Anthrax rhodesiensis är en tvåvingeart som beskrevs av Hesse 1956. Anthrax rhodesiensis ingår i släktet Anthrax och familjen svävflugor.
Artens utbredningsområde är Zimbabwe. Inga underarter finns listade i Catalogue of Life.